# Marc Van Der Linden
Marc Angéle Vanderlinden (Merksem, 1964. február 4. – ) belga válogatott labdarúgó.

## Pályafutása

### Klubcsapatban
1981 és 1989 között az Antwerp csapatában játszott. 1989-től 1990-ig az Anderlecht játékosa volt. 1991 és 1994 között a KAA Gent együttesét erősítette. 1994 és 1995 között Izraelben játszott a Makkabi Herzlija (1994) és a Hapóél Risón LeZion (1995) csapatában. 1995 és 1997 között a Beerschot AC játékosa volt. 

### A válogatottban
1983 és 1990 között 19 alkalommal szerepelt a belga válogatottban és 9 gólt szerzett. Részt vett az 1990-es világbajnokságon.

## Sikerei
Anderlecht
- Belga bajnok (1): 1990–91

Egyéni
- Az 1990-es világbajnokság selejtezőinek gólkirálya: 7 góllal